# バイリンガール
『バイリンガール』は、日本のロックバンド・go!go!vanillasが2015年4月1日にGetting Betterから発売した、メジャー1枚目のシングルである。

## 概要
メジャー・デビュー後初のシングル。宮川怜也（ギター）が参加した最後のリリースである。
通常盤と初回限定盤の2形態でリリースされた。初回限定盤付属DVDには、収録曲「バイリンガール」「トロピカリア」のミュージック・ビデオの他、「トロピカリア」のレコーディングドキュメンタリー映像が収録されている。
2015年1月29日に今作のリリースが発表された。2月12日には今作のアートワークが公開された。2月20日には初回限定盤付属DVDの収録内容が発表された。
2月24日にはTOKYO FM系SCHOOL OF LOCK!にて表題曲「バイリンガール」の音源が初解禁された。
3月14日に表題曲「バイリンガール」のミュージックビデオが公開された。
今作を引っ提げて、『嘘か?真か?360°開放!東名阪 1DAY フリーライブツアー』と、初の全国ツアーである『バイリンガールとマザーアイランドツアー』が開催された。

## 収録内容

### CD
| 全編曲: go!go!vanillas。 |                    |            |       |
| #                        | タイトル           | 作詞・作曲 | 時間  |
| 1.                       | 「バイリンガール」 | 牧達弥     | 04:53 |
| 2.                       | 「トロピカリア」   | 牧達弥     | 02:59 |
| 3.                       | 「春夏秋冬」       | 泉谷しげる | 03:41 |
| 合計時間:                | 合計時間:          | 合計時間:  | 11:33 |

| 全編曲: go!go!vanillas。 |                                                       |            |       |
| #                        | タイトル                                              | 作詞・作曲 | 時間  |
| 1.                       | 「バイリンガール」                                    | 牧達弥     | 04:53 |
| 2.                       | 「トロピカリア」                                      | 牧達弥     | 02:59 |
| 3.                       | 「マジック (Live at Shibuya Club Quattro 2015.1.16)」 |            | 04:01 |
| 4.                       | 「春夏秋冬」                                          | 泉谷しげる | 03:41 |
| 合計時間:                | 合計時間:                                             | 合計時間:  | 15:34 |

### 初回限定盤付属DVD
| #  | タイトル                                                                        | 作詞 | 作曲・編曲 |
| -- | ------------------------------------------------------------------------------- | ---- | ---------- |
| 1. | 「バイリンガール〈MUSIC VIDEO〉」                                               |      |            |
| 2. | 「“Rock! On! バニラズ” ～マジックトラック「トロピカリア」完成ドキュメンタリー」 |      |            |
| 3. | 「トロピカリア〈DOCUMENTARY MUSIC VIDEO〉」                                     |      |            |

## 楽曲解説

### CD
1. バイリンガール
  - 今作の表題曲。
  - アルバム「Kameleon Lights」に収録されている。また、アレンジバージョンがアルバム「DREAMS - gift」に収録されている。
  - タイトルに込めた想いとして、牧は「“バイリンガル”って本来は、母国語と他国の言語を使えるって意味ですけど、まず日本人として“本音と建前”というものがありますよね。それもまたひとつの“バイリンガル”だと思うんです。そういうのも含めて、僕たち日本人は無意識のうち、器用にスイッチを切り替えながら生活してると思うんですよね。その部分を恋愛に例えて、面白く表現できないかなという想いがありました。」と語る[11]。
2. トロピカリア
  - アルバム「Magic Number」購入者限定で2014年12月31日までWEB上で公開されていたデモ音源[注釈 1]だったもの。
  - タワーレコード渋谷店と梅田NU茶屋町店で行われたインストアイベント「Rock!On!バニラズ」会場でファンの参加パートを公開レコーディングした楽曲[12]。
3. マジック (Live at Shibuya Club Quattro 2015.1.16)
  - 渋谷CLUB QUATTROにて開催された『Magic Number Tour 2014-2015』ファイナル公演のライブ音源。
4. 春夏秋冬
  - 泉谷しげるの楽曲のカバー。
  - 若者にもフォーク音楽を聴いてほしいという理由でカバーされた。一発録りで録音された[13]。

## 収録映像解説

### 完全限定生産盤付属DVD
1. バイリンガール 〈MUSIC VIDEO〉
2. “Rock! On! バニラズ” ～マジックトラック「トロピカリア」完成ドキュメンタリー
  - 前述のインストアイベント「Rock! On! バニラズ」の模様などが収録されている。
3. トロピカリア 〈DOCUMENTARY MUSIC VIDEO〉

## 参加ミュージシャン
go!go!vanillas
- 牧達弥（ボーカル・ギター）
- 宮川怜也（ギター）
- 長谷川プリティ敬祐（ベース）
- ジェットセイヤ（ドラムス）

## ライブ映像作品
バイリンガール
- カウンターアクション（完全限定生産盤）
- Kameleon Lights（完全限定生産盤）
- 平成ペイン（完全限定生産盤）